# Crepidula philippiana
Crepidula philippiana is een slakkensoort uit de familie van de Calyptraeidae. De wetenschappelijke naam van de soort is voor het eerst geldig gepubliceerd in 1977 door Gallardo.